# Fernando Duró
Fernando Héctor Duró (Buenos Aires, 22 novembre 1960) è un allenatore di pallacanestro argentino.

## Palmarès
- Campionato argentino: 1

Gimnasia y Esgrima: 2005-06
- Campionati venezuelani: 2

Marinos de Oriente: 2011
Guaros de Lara: 2018